# Koinonía
Koinonía es la transliteración de la palabra griega κοινωνία, que significa comunión; como concepto teológico alude a la comunión eclesial y a los vínculos que esta misma genera entre los miembros de la Iglesia y Dios, revelado en Jesucristo y actuante en la historia por medio del Espíritu Santo.

## La noción deKoinoníaen el Primer Milenio
En el Nuevo Testamento (NT) y en los Santos Padres, la noción de koinonía o communio ha asumido tres sentidos, estrechamente relacionados: 
- La koinonía, en sentido cristológico/pneumatológico, presente en el NT y desarrollado sobre todo por los Padres griegos, se lo expresará con el vocabulario de «divinización y santificación».

- El sentido eucaristía, ya testimoniado en el s. II, conserva un amplio respiro en el vocabulario griego y también en San Agustín, pero luego, en el vocabulario latino, gradualmente se irá restringiendo hasta significar la recepción de la comunión.

- El sentido eclesial, presente en el NT, es el que se impone en el primer milenio tanto en Oriente (indicado con «koinonía» o por sus sinónimos: "eiréne", "symphonía", "homopsychía", "homónoia"...) como en Occidente (indicado con «communio» y por sus sinónimos: "pax", "unanimitas", "concordia", "unitas"...). Este sentido ha sido elaborado sobre todo por los Padres latinos (Cipriano, Agustín).

### Teología de la «koinonía»
- Indisoluble relación entre koinonía y theosis. La Iglesia es esencialmente una koinonía con la Trinidad y en la Trinidad.

- Centralidad de la Eucaristía. Es la Eucaristía la primera y última forma en la cual el Espíritu realiza la unidad entre el "uno" y los "muchos".

- Simultaneidad del obrar de Cristo y del Espíritu Santo en la Iglesia. La Iglesia nace del evento cristológico-pneumatológico en su integridad. Es en el Espíritu que es posible la unidad entre el "Uno" (Cristo) y los "Muchos" (Iglesia). Del uno que es al mismo tiempo muchos. Esta visión permite explicar adecuadamente: 
  - la simultaneidad entre lo local y universal
  - la compenetración entre esjaton e historia
  - la unidad entre institución y carisma.

- Dialéctica entre visible/invisible. Los elementos visibles de la koinonía son "iconos" por naturaleza. Son "sacramentos", en el sentido que lo visible hace presente a lo invisible, el "ya", al "no todavía". Entre estos dos niveles existe un "salto", una diferencia, como la existente entre el hombre interior y exterior. Es este salto, el que justifica la continua reforma de las instituciones y la posibilidad de realizaciones históricas diversas.

### Praxis de la «koinonía»
La dinámica fundamental de la praxis de koinonía está constituida por la simultaneidad entre el "uno" y los "muchos", que se expresa de modos bien precisos a nivel local y universal.
- A nivel de la Iglesia Local, el "uno" está representado por el obispo, mientras los "muchos" están representados por los otros ministros y por la comunidad entera. En el 1.er milenio es clarísima la conciencia que el uno no puede existir sin los muchos y viceversa.

- A nivel de la Iglesia Universal, intraeclesialmente, la estructura que obra la koinonía universal es el Colegio de los obispos. En este sentido, podemos ver realizada la dinámica "uno-muchos" a dos niveles:
  - en el converger del colegio (sinodalidad)
  - en la búsqueda de centros de unidad.

## La noción deKoinoníaen el Segundo Milenio

### La ruptura del 1054
Como fecha simbólica de separación entre el 1.º y el 2.º milenio podemos citar el 16 de julio de 1054, día en el cual el cardenal Humberto de Silva Candida, depuso sobre el altar de Santa Sofía en Constantinopla la excomunión contra el patriarca Miguel Cerulario.
El 1054 es más que un símbolo: es la ratificación que signa el alejamiento definitivo entre Oriente y Occidente, ratificación que fue mutuamete levantada por ambas Iglesias.
Las primeras incomprensiones comienzan ya con la repartición del Imperio Romano de Oriente y de Occidente y la consiguiente elevación de Constantinopla al rango de Capital. Por este hecho, el obispo de Constantinopla comenzó a reivindicar para sí un rango especial, rango que le sería reconocido en los Concilios de Constantinopla y de Calcedonia y que sería consagrado desde el siglo VI en adelante con el título de «patriarca ecuménico». Esto fue motivo de conflicto con los papas romanos, que veían de este modo asechado su rol primacial.
Otro motivo que aumenta el distanciamiento entre Oriente y Occidente fue la unión entre el papado y el reino de los francos, unión esta que en la óptica de la sinfonía entre Iglesia e Imperio, constituía una elección inaceptable, una verdadera traición. Este es el terreno que preparó la excomunión del 1054.

### Las Iglesias Orientales
Inicialmente, el apelativo de Iglesias orientales estaba restringido a las Iglesias de la Mesopotamia y de Arabia (dentro y fuera del Imperio romano). Luego, después de la constitución por parte de Dioclesiano de la diócesis de Oriente, en el 286, se hizo común llamar Iglesias orientales a todas las Iglesias de las provincias civiles que pasaron a formar parte de aquella diócesis; comprendiendo entonces, además de la Mesopotamia y Arabia, también Palestina, Fenicia, Siria, Cilicia, Chipre. En el siglo IV, el apelativo se extiende a todas las Iglesias no solo de la diócesis de Oriente, sino también las de la "prefectura orientalis", que comprendía también Egipto, el Asia Menor, el Ponto y la Tracia (en total 5 diócesis). Después del s. VII, posteriormente a la forzada anexión de la Iliria oriental al patriarcado de Constantinopla, decidida por León III en el 738, también las Iglesias de la diócesis de Macedonia (4) y de la Acaya fueron consideradas Iglesias orientales. Desde el siglo IX, con la conversión de los búlgaros y de los otros pueblos eslavos al cristianismo, todas las Iglesias fundadas por los misioneros bizantinos pasaron a formar parte del grupo de las Iglesias Orientales.
Actualmente, el apelativo de Iglesias Orientales ha perdido ya en gran parte su significado geográfico y se ha extendido a todas las Iglesias que, encontrándose en territorio occidental, se siguen refiriendo al rito y a las tradiciones de una u otra de las Iglesias orientales cuyas sedes principales surgían un día dentro de (y más allá de) los confines del antiguo Imperio romano de Oriente. Entre la Iglesias orientales se distinguen diversas agrupaciones, con ritos y tradiciones propias: bizantina, copta, maronita, armenia, siriaca, caldea, entre otras.
La tradición que ha tenido una irradicación mayor ha sido la bizantina, que se difundió en el 2.º milenio en todo el mundo eslavo. Esta será particularmente objeto de nuestro estudio. Ella se define "ortodoxa" por antonomasia.
Históricamente, el nombre de ortodoxa era dado a aquellas Iglesias que, en el siglo V, durante la contorversia cristológica sobre la doble naturaleza de Cristo, conservaron la recta fe establecida en el Concilio de Calcedonia del 451 y no cayeron en las herejías monofisita o nestoriana.
Y puesto que, en Oriente las únicas que permanecieron fieles a aquella doctrina han sido casi exclusivamente las Iglesias de rito bizantino dependientes del Patriarcado de Constantinopla, poco a poco el apelativo de ortodoxas fue referido a las Iglesias bizantinas.
Más tarde, luego del desprendimiento de la Iglesia bizantina de la Iglesia romana, el apelativo de ortodoxas queda casi exclusivamente para las Iglesias bizantinas no en comunión con Roma, y de nombre común pasa a ser nombre propio de aquellas Iglesias.
Hoy, se ha hecho corriente llamar a las Iglesias orientales calcedonenses Iglesias ortodoxas bizantinas, y a las no calcedonenses Iglesias ortodoxas orientales.

### Breve panorámica del desarrollo teológico bizantino y eslavo

#### El filón bizantino
La teología griega es teología de la tradición. En Bizancio los Padres permanecieron siempre vivos; a ellos se hacía referencia en todas las cuestiones teológicas. También en el 2.º milenio.
Bizancio no conoció una escolástica en sentido occidental, y si bien le llegaron algunas ideas del Renacimiento humanístico, éstas no conquistaron más que algunos filósofos aislados, sin poder incidir nunca en profundidad en la teología de la Iglesia, que permaneció genuinamente patrística.
Después de la época patrística (siglo VIII), el único evento teológico importante para la ortodoxia lo constituyó la doctrina de Gregorio Palamás (1296-1359) sobre la "Energías divinas". Pero aún él, no hizo otra cosa que elaborar determinados elementos del pensamiento patrístico (en particular de Gregorio de Nisa). Sobre la huella de Palamas, se deben recordar Nilo Cabasilas, Juan Cantacuceno, animador de un círculo palamita, y Nicolás Cabasilas (circa 1320-1390), eminente teólogo laico.
En los siglos sucesivos el Oriente cristiano fue golpeado por convulsiones muy graves, que hicieron que su vida espiritual fuese decayendo casi completamente. En 1453, Constantinopla fue conquistada por los turcos. Desde entonces, la cultura greco-ortodoxa fue obligada a vivir completamente retirada a la sombra y la Iglesia, absorbida por los problemas de supervivencia, no tuvo la fuerza para desarrollar una reflexión creativa hasta la emancipación de los países ortodoxos de los Balcanes y, en 1821, también la de Grecia. Bizancio ya no resurgiría más como ciudad greco-cristiana.
Después de la liberación del dominio turco, Grecia no poseía todavía un sistema teológico propio, sobre el cual fundar su propia enseñanza. Por lo que en, un primer momento, fueron traducidos al griego los compendios escolásticos de la dogmática adoptada en Rusia. Después, para especializarse en teología, se comenzó a ir al exterior, especialmente a las facultades protestantes de las Universidades alemanas. De modo tal que, se formaron dos orientaciones teológicas diametralmente opuestas entre sí: la de los «conservadores» (anclados a los textos traducidos del ruso) y la de los «liberales», que llevaban consigo los influjos de Occidente.

#### El filón eslavo
Los principados rusos en el siglo X habían abrazado la fe ortodoxa, en el siglo XIII fueron conquistados por los mongoles de la «Horda Dorada», acaudillados por Gengis Khan; permaneciendo bajo el dominio tártaro por casi trescientos años. Cuando a finales del siglo XV, Rusia se liberó de los tártaros, el factor unificante fue la ortodoxia.
En la primera mitad del siglo XVII, nace en Rusia la primera escuela teológica de Kiev, por mérito sobre todo del enérgico metropolita Pedro Moghila (1596-1646). En ella se adoptó el método escolástico empleado en las universidades católicas. El proceso de occidentalización se reforzó con Pedro el Grande, quien institucionalizó la formación de los futuros sacerdotes según el modelo occidental (con los manuales escolásticos usados en occidente y con el latín como materia de enseñanza).
En la segunda mitad del siglo XVII, tomó ventaja el influjo protestante y así la enseñanza fue impartida en los seminarios sobre la base de los manuales escolásticos protestantes.
Al inicio del siglo XIX, el zar Alejandro I reformó la enseñanza eclesiástica y la lengua rusa fue puesta nuevamente como lengua para la enseñanza. Lentamente se fue abriendo camino una teología propiamente rusa, gracias sobre todo al metropolita Filaret de Moscú (1782-1867), al que los teólogos rusos consideran como el teólogo más importante del primer período de la época moderna. La fuerza propulsiva de esta renovación está en el regreso a los Padres.
A partir de mediados del siglo XIX surge una gran formación de teólogos-filósofos, animado por el grupo de los eslavófilos (especialmente Khomiakov, 1804-1860), que rompen de manera consciente con el racionalismo occidental y que en la discusión con dichas ideas y planteamientos nace la renovación de la teología rusa del siglo XX.
Con la victoria del bolchevismo, la Iglesia rusa fue reducida al silencio y las academias eclesiásticas fueron cerradas (las de Moscú y Leningrado fueron reabiertas en 1949).
Un elemento decisivo para un desarrollo ulterior de la teología ortodoxa fue la emigración masiva hacia Occidente de la «intellegentsia» o los estamentos cultos, compuestos de un gran número de teólogos importantes. Surgió así, en París, un centro teológico ruso (Institut de Theologie Orthodoxe de St. Serge Instituto de Teología Ortodoxa San Sergio), otro sugió, después de la Segunda Guerra Mundial, en Nueva York (St. Vladimir's Seminary Seminario San Vladimir). Entre los principales teólogos de las emigraciones podemos recordar: Nicolás Afanassieff (1893-1966); Sergéi Bulgákov (1871-1945); Georges Florovski (1893-1986); Vladimir Lossky (1903-1958); Jean Meyendorff (1926)...
El desarrollo de la noción de «koinonía» va, por tanto, en paralelo con la varias etapas del desarrollo teológico. Así también para la teología de la koinonía se hablará de referencia a la tradición de los Padres (siglos XI - XVIII), de relectura de los eslavófilos (siglo XIX) y de desarrollo en clave ecuménica (siglo XX).

## Teología de laKoinonía

### Referencia a la Tradición de los Padres

#### Base común y diversa evolución de la eclesiología en Oriente y en Occidente
- La concepción común de la Iglesia cuerpo de Cristo
- La acentuación interior y mística de la Iglesia de Oriente
- Comprensión en Occidente del sentido corporativo y sociológico de la Iglesia

#### LaEclesiología de Comunión
La koinonía, don gratuito del Espíritu, realizado en la incorporación a Cristo, es al mismo tiempo una realidad espiritual, divina y trascendente; y una realidad social, sacramental y canónica. En este segundo nivel, la koinonía se expresa:
- en la unanimidad de la fe
- en la identidad de los sacramentos
- en la unidad de la estructura disciplinar

En el período que estamos considerando, los autores bizantinos y eslavos no tematizan el tema de la koinonía. De la praxis y de las referencias dispersas en la fuentes, podemos, sin embargo, recoger algunos puntos caracterizantes:
- Importancia de los vínculos interiores de la unidad
  - La unidad es pensada más sacramentalmente que jurídicamente
  - La ruptura no rompe la unidad de la Iglesia
  - Se desarrolla una concepción más carismática de ciertos aspectos de la vida de la Iglesia.

- El principio imperial como principio de la suprema autoridad ecuménica
  - El emperador como "Pontifex maximus".
  - Los papas de Roma aceptaron esta realidad hasta el siglo VIII, pero solamente de hecho (de facto) y no de derecho (de iure)!.
  - Oriente ha reforzado y codificado este principio.

- Pérdida del principio teológico del primado y utilización antirromana de la teoría de la pentarquía
  - Pentarquía a fines del 1.er milenio, unidad entre las 5 sedes patrircales
  - Después de la ruptura: 5 sentidos de la única cabeza: Cristo.

- Teoría de la diversidad
  - «adiaphora»: aplicada tanto a la disciplina, costumbres como a la doctrina para separar lo 1.º de lo 2.º
  - «kath'oikonomiam»: una adaptación de los medios al fin. Se definen a nivel de los vínculos interiores.

#### La Confrontación con Occidente
En Occidente, a diferencia de Oriente, se desarrolla la línea de la Iglesia universal, con una fuerte afirmación del primado del romano pontífice.
En una línea que, desde fines del siglo II, adquiere contornos precisos al tiempo de San León (s. V). Viene expresada con gran fuerza en el siglo IX (Nicolás I, Juan VIII) y en siglo XI (León IX, Nicolás II, Gregorio VII), encontrando las reacciones respectivamente de Focio y de Miguel Cerulario.
En esta línea, que nace del encuentro entre la conciencia del ministerio universal confiado a Pedro y a Pablo y del modelo imperial pagano, la universalidad no estaba considerada solo bajo el plano cristológico, espiritual, sino también eclesiástico. 
El «cuerpo» debía tener una «cabeza». El pueblo debía estar bajo un pastor visible, que tuviese la autoridad suprema de alcance universal. Desgraciadamente, la legítima afirmación de este principio no siempre supo respetar los derechos de los obispos y la consistencia de las Iglesias locales, con el resultado de perder la dinámica de la real comunión entre las Iglesias.
- «Comunión con Roma como centralización en Roma»

La Iglesia universal terminó con ser considerada como una única gran diócesis. Roma fue llamada «caput, fons et origo, fundamentum et basis, cardo» de todas las Iglesias. De la "ecclesia romana" se pasa a la "curia romana". El documento bandera de esta visión es el Dictatus Papae de Gregorio VII (1073-1085). Llegando a su vértice con la Unam Sanctam de Bonifacio VIII (1294-1303).
- Reacciones al centralismo romano

- - En el Medioevo surgen concepciones en torno a la "ecclesia spiritualis" (cátaros, Pedro Valdo, J. Wyclif, J. Huss; S. Bernardo de Claraval, Joaquín de Fiore...).
  - Otros caen sobre las estructuras externas, nace el «conciliarismo» en contra del papalismo (Dante, Guillermo de Occam; los concilios de Constanza -1415-, Basilea -1433-, Florencia -1441-: condena la superioridad del concilio.
  - Otra reacción la encontramos en la Reforma (Lutero; Zwinglio; Calvino).

#### Síntesis
En síntesis, la eclesiología universalista occidental ha permanecido sorda frente a los reclamos que le venían de su misma vida interior. El occidente debe enfrentar la necesidad fundamental de "re-ver" su eclesiología desde el interior de la originaria visión mistérica y comunional.
Por su parte, Oriente (conjuntamente con las Iglesias de la Reforma), deben enfrentar la necesidad fundamental de considerar realmente la Iglesia en su aspecto teándrico, valorizando especialmente la unidad visible entre las Iglesias y recuperando el significado del primado petrino.
La eclesiología oriental privilegió principalmente -es difícil decir si por elección o por necesidad- el aspecto interior y mistérico de la Iglesia y no acogió categoría jurídicas en su organización interna. En esta perspectiva, cada Iglesia local era considerada un evento que realizaba el misterio de toda la Iglesia, y la estructura sinodal el instrumento que garantizaba la comunión entre las Iglesias.
Lo que acarreó graves consecuencias a dicha concepción eclesiológica fue la tolerancia siempre mayor que la Iglesia oriental tuvo para con las reivindicaciones del emperador, que pretendía mantener la unidad exterior de la Iglesia. Este hecho llevó, por una parte, a la identificación de la Iglesia con el imperio, y por otra parte, a una excesiva acentuación de los vínculos interiores de unidad entre las Iglesias. El resultado fue la progresiva no comprensión del significado ecuménico del obispo de Roma, que se radicalizó cuando este último comenzó a "galanear" en torno al reino de los francos. El camino ecuménico debería llevar a las Iglesias orientales (ya las de la Reforma) a recuperar este importante elemento, que era patrimonio adquirido en la antigua concepción de la «koinonía». Por su parte los católicos han de poner todo de su parte para revisar las concreciones históricas que han ido desfigurando dicho principio comunional y que, aún hoy es motivo de divergencias.

### La Relectura de los Slavófilos
«Slavófilos» fue un sobrenombre, dado al comienzo del siglo XIX, a los hombres que intentaban, en Rusia, de reaccionar contra el entusiasmo por las lenguas, las modas y la civilización de la Europa occidental y de desarrollar y enriquecer la lengua y el pensamiento ruso. De lado opuesto, los partidarios de la cultura europea recibieron el sobrenombre de «occidentalistas». Entre estos, el representante más expresivo ha sido Pedro Tchaadev (1794-1856), que tuvo la audacia de preguntarse qué pensaba Dios de Rusia. Entre los primeros encontramos: Ivan Kireievsky (1806-1865); Alexis Khomiakov (1804-1869) —ambos laicos—; a este último se le debe el término «sobornost», que, según él, incluye «toda la confesión de fe».

### La Eclesiología de la «Sobornost»

#### Punto de partida
La «sobornost» es la infalibilidad de una pronunciación dogmática, la unanimidad de las conciencias individuales, obrada por el Espíritu Santo, que induce infaliblemente al pueblo de Cristo a aceptar o rechazar una doctrina propuesta como verdad a creer. 

#### Las raíces del término"sobornost"
A partir del siglo XIV los eslavos traducen "katholikén" con «sobornuiu», indicando catolicidad, es decir, universalidad.
Khomiakov rechaza las interpretaciones tradicionales (universalidad geográfica; gobierno democrático o colegial; adhesión a una verdad definida por un concilio ecuménico) y propone la de «unanimidad libre».

#### Visión de conjunto de la sobornost
Iglesia «sobornaia» es «una entidad espiritual orgánica, un organismo espiritual, cuyo principio vital es la gracia divina del mutuo amor». La jerarquía, si bien necesaria, es vista solo como servicio de guía y vigilancia. La infalibilidad pertenece a la Iglesia entera. El «concensus» del Cuerpo como lugar del testimonio del Espíritu Santo. *

#### Valoración
Existe un acento demasiado grande sobre el aspecto interior de la catolicidad desconociendo el carisma doctrinal del espiscopado.
Existe, además, el riesgo de subjetivismo. El acento sobre la iluminación personal (o autoprofecía) peligra de llevar a cada fiel (o grupo de fieles) a construirse una Iglesia su propia imagen y semejanza.
Mientras tanto en occidente, se cultivaba una eclesiología «ultramontana» y «organológica» explicitadas, entre otros, por los teólogos A. Antón y Joseph Ratzinger.

#### «Eclesiología ultramontana»
Acentuación de la jerarquía y sobre todo del rol pontificio. Sus representantes más significativos son J. De Maiestre - J. de Lamennais. Esta eclesiología se fue imponiendo a través de la "Teología romana" propugnadora de la "neoescolástica". La encontramos expresada en la encíclica Mirari Vos de Gregorio XVI (1832); en el Silabus de Pío IX (1864)
y el Concilio Vaticano I (1869-1870), el que resume todos estos impulsos, pero aportando una «tercera posición» ni tan paplista ni tan episcopalista. 

#### «Eclesiología organológica»
De la Escuela de Tubinga surge J.A. Möller (Symbolik 1832) para quien la Iglesia no es principalmente una organización social jerárquica sino un «organismo viviente». La Fe es ante todo una realidad interior y mística. Para él la Iglesia es a la vez Cuerpo místico y sociedad jerárquica Alcanzando recién cierta oficialidad en la Mystici Corporis de Pío XII (1943). Y encontrando su síntesis más elaborada (aunque no sin ambigüedades) recién en el Concilio Vaticano II (1962-1965).

### La Eclesiología Eucarística
La novedad de esta eclesiología está en que la relación Iglesia-Eucaristía se elabora como una propuesta eclesiológica global. El primer exponente es Nicolás Afanasieff. Entre sus discípulos podemos recordar a J. Meyendorff y A. Schmemann. Fuera de las fronteras rusas el que retoma y en algunos puntos completa a Afanassieff, es el griego Juan Zizioulas. La misma Iglesia católica no quedó insensible al influjo de esta corriente eclesiológica. La que podemos entever claramente en el n.º 26 de la Lumen Gentium.

### Koinonía en el Movimiento Ecuménico

#### Modelos de «koinonía» madurados en las reflexiones del CEI y en los Diálogos Bilaterales

##### «Comunidad Conciliar»
El modelo de unidad orgánica madurado en el camino del CEI fue asumido en Nueva Delhi (1961), donde se propone un tipo de unidad que se manifiesta visiblemente en cada lugar, donde todos los cristianos participan de la misma eucaristía:

Creemos que la unidad, que es a la vez don de Dios y su voluntad para su Iglesia, se hace visible cuando, en un mismo lugar, todos los que han sido bautizados en Jesucristo y lo confiesan como Señor y Salvador son conducidos por el Espíritu Santo para formar una comunidad plenamente entregada, confesando la misma fe apostólica, predicando el mismo evangelio, partiendo el mismo pan, uniéndose en una oración común y viviendo una misma vida comunitaria, que se proyecta en el testimonio y el servicio de todos; y cuando, además, se encuentran en comunión con el conjunto de la comunidad cristiana en todos los lugares y en todos los tiempos, de suerte que el ministerio y la calidad de miembros son reconocidos por todos, que todos pueden, según lo exijan las circunstancias, actuar y hablar de común acuerdo respecto a las tareas a las que Dios llama a su pueblo" (nº 2).
La palabra «comunidad» [communauté] (koinonía) ha sido elegida porque ella define lo que es verdaderamente la Iglesia. «Comunidad» precisa que la Iglesia no es simplemente una institución o un organismo. Ella es la sociedad de los que son llamados conjuntamente por el Espíritu Santo y confiesan desde el bautismo su fe en Cristo, Señor y Salvador...Una tal «comunidad» no implica una rígida uniformidad de estructura, de organización o movimiento. Una diversidad viva es el signo de la vida comunitaria en el seno del único cuerpo, animado por el único Espíritu (nº 11).

El tema de la koinonía sigue siendo profundizado en Upsala (1968), donde se pone en primer plano el tema de la «catolicidad» (el título del documento principal es: «Espíritu Santo y catolicidad de la Iglesia»). Según el documento, la catolicidad plena, en el Espíritu, se da solo:
- en la búsqueda de la diversidad;
- en la búsqueda de la continuidad (apostolicidad y tradición);
- en la búsqueda de la unidad entre las Iglesias;
- en la búsqueda de la unidad del género humano.

En Lovaina (1971) nace la iniciativa de comenzar un estudio sobre «Conceptos de unidad y modelos de unificación». El estudio realizado en 1972 se divide en cinco capítulos; en el 5.º se dice que el objetivo común por la unificación en la actualidad pasa por la «unidad conciliar», que se la puede entender como una traducción de la realidad de K. El textos deja en el fondo latiendo la tesis de un futuro concilio «auténticamente» universal.
A 14 años de Nueva Delhi, en Nairobi (1975), se recoge la idea de la unidad visible, pero reelaborada en una categoría llamada «comunidad conciliar de Iglesias locales»:

La Iglesia única, debe concebirse como una comunidad conciliar de Iglesias locales que están verdaderamente unidas. En esa comunidad conciliar, cada Iglesia local posee, en comunión con las otras, la plenitud de la catolicidad; da testimonio de la misma fe apostólica y, por consiguiente, reconoce que las otras Iglesias pertenecen a la misma Iglesia de Cristo y está guidas por el mismo Espíritu....Son una sola Iglesia en el compromiso común de confesar el evangelio de Cristo proclamándolo y sirviendo al mundo.

En Vancouver (1983), el CEI, promulga la estrategia a seguir en el camino ecuménico de aquí en más. La Asamblea fija las etapas que deberán ser objeto de la atención y de la «conversión» de la Iglesia:
- «compartir una misma comprensión de la fe apostólica y confesar conjuntamente este mensaje en forma comprensible para sus contemporáneos» (n.º 6);
- «reconocerse recíprocamente, y en forma plena y total, el bautismo, la eucaristía y el ministerio» (n.º 7);
- «ponerse de acuerdo sobre el modo de tomar las decisiones y de impartir las enseñanzas magisteriales» (n.º 8).

En Camberra (1991) miembros cualificados (espec. ortodoxos) ponen en evidencia la carencia y la debilidad del empeño teológico de Fe y Constitución, a la que se la había encomendado la misión de realizar desde el punto de vista teológico el programa de Vancouver. No obstante la estrategia es nuevamente confirmada.
En 1993 (3-14 de agosto) se celebró en Santiago de Compostela la V Conferencia Mundial de Fe y constitución, con el título «Hacia la Koinonía en la fe, la vida y el testimonio» 

##### Los Diálogos Bilaterales
En el entre tiempo, el tema de la Koinonía ha sido profundizado por algunos diálogos bilaterales, entre los cuales han sido especialmente fecundos el Diálogo luterano-católico, anglicano-católico, católico-ortodoxo calcedonense. 
Respecto al diálogo luterano-católico destacan al menos, dos documentos:
El primero parece preocupado por mantener distendido y abierto todo entero el horizonte de la unidad: unidad en la Palabra, en el sacramento, y unidad en el ministerio. Se evidencian tres caracteres bien precisos de la unidad: unidad visible y no solo interior, unidad en la diversidad, unidad dinámica.
El segundo documento tiene las dimensiones y la profundidad de un verdadero tratado teológico:
En primer lugar, funda la tesis de la unidad a partir la eclesiología de comunión; 
A continuación, ilustra los modelos de «uniones parciales» entre las Iglesias («espiritual», «de diálogo», «de acción común», de «intercomunión») y de «uniones completas» ( algunos de estos modelos son intercambiables o de desarrollos sucesivos: «unión orgánica», «asociación coorporativa», «comunión a través de la concordia», «comunidad conciliar», «unidad en la diversidad reconciliada»);
Además sugiere de recuperar y hacer un tesoro del "precedente" del Concilio de Florencia y de utilizar algunas categorías que permitan la diversidad («tipos eclesiales» e «Iglesias hermanas»;
Y finalmente, en el discurso sobre las formas y fases de la unión entre las Iglesias católica y luterana, subraya con fuerza el tema del «mutuo reconocimiento» y de la «mutua recepción».
Respecto al diálogo anglicano-católico, destacan de modo particular los 5 documentos, discutidos y concordados desde 1971 al 1981.
La «Relación Final» (The final Report) de Windsor, «Introducción» a los 5 documentos elaborados precedentemente, dice que el concepto de «koinonía» constituye la clave fundamental para la comprensión del misterio de la Iglesia y por tanto de los documentos de la Comisión: en los que la eucaristía es presentada como signo eficaz de la koinonía, el episcopado como servicio de la koinonía y el primado como vínculo y centro visible de la koinonía.
Otros textos se han referido al diálogo católico-ortodoxo calcedonense calcedonense.

### Estructuras deKoinonía
Las estructuras en la Iglesia antigua toman su forma según la dinámica de la simultaneidad entre el "uno" y los "muchos". Es la dinámica-base desde la cual se desarrollan las diferentes tradiciones oriental y occidental del 2.º milenio.

#### Estructuras de Koinonía en la Iglesia Local
La unidad profunda que liga a un obispo con su comunidad es una realidad dinámica, en la cual confluyen dos movimientos:
- el movimiento que va del uno a los muchos: episcopado monárquico
- el movimiento que va desde los muchos al uno: sinodalidad

#### Estructuras de koinonía entre las Iglesias: el Uno

##### El Emperador, suprema autoridad reguladora de la «oikoumene»
Mientras que en occidente la caída del imperio permitió a la Iglesia conquistar y reforzar gradualmente su libertad, en oriente no fue posible, no obstante las protestas de Basilio, Crisóstomo, Flaviano, más tarde, Máximo el Confesor, Ignacio y el mismo Focio.
En oriente se desarrolló un sistema de simbiósis entre Iglesia y Estado que los históricos occidentales definieron como «cesaropapismo», pero que Meyendorff sugiere llamarlo, más correctamente, con el término «sinfonía». El codificador por excelencia del sistema "sinfónico" entre estado e Iglesia es Justiniano. Para este, el rol de la Iglesia es intervenir ante Dios en favor del Estado. El fundamento de esta concepción "sinfónica" eclesiológico-imperial es la encarnación. La unidad entre naturaleza divina y naturaleza humana en la persona de Cristo (= fe de Calcedonia) es vista como la fuente de la unidad entre lo espiritual y lo material, entre lo sagrado y lo profano, entre la jerarquía civil y la eclesiástica.
El sistema teocrático bizantino entró en crisis con la ocupación de Bizancio por parte de los turcos. Muchos se preguntaron cómo le podía suceder una cosa así a la «ciudad imperial del imperio ortodoxo, tan amada por Dios».
Rusia no pensaba lo mismo. La idea teocrática bizantina era considerada todavía válida, pero ahora en contra de la misma Bizancio. Desde dónde se sostenía:

"La primera Roma ha caído con la herejía apolinarista; la segunda Roma se ha unido a la primera en el 8º Concilio (de Florencia) y por punición de esto, los infieles han abatido con hachas las puertas de la Gran Iglesia (Santa Sofía). Pero la tercera Roma (Moscú) permanece y no habrá una cuarta".

La ideología teocrática habría sido fatal para Rusia. En el arco de poco más de 2 siglos, el estado habría puesto de rodillas a la Iglesia. En efecto, en tiempos de Pedro el Grande, el Patriarcado de Moscú fue sacado del medio y la Iglesia rusa se transformó en Iglesia estatal con una organización interna mitad jerárquica, mitad estatal, que imitaba en muchos aspectos a la Iglesia protestante.

##### Negación del primado del Obispo de Roma
El primado que entre los sucesores de los Apóstoles ostentaba el sucesor de Pedro permanece indiscutido (aunque no precisado claramente) hasta que la sede de Pedro fue también la capital del imperio (Ver: Ignacio, Ireneo, Cipriano y la praxis eclesiástica de comunión y de apelo). Pero cuando Constantinopla fue elevada a capital del Imperio, al comienzo a la par de Roma y luego al puesto de Roma, entonces surgió la cuestión si el primado del obispo de la vieja capital aún podía continuar.
La pretensión de Constantinopla provocó en Occidente la clarificación de la teología del primado y su desarrollo en sentido petrino.

##### La Situación Actual
La caída del imperio, la falta de una base eclesiológica y canónica para un "papado" de oriente ha llevado a las Iglesias ortodoxas a debilitar mucho el polo unitario de su dinámica de koinonía. Una prueba es la fragmentación de la ortodoxia en muchas Iglesia "autónomas" y "autocéfalas": fenómeno que no pertenece, excepto Chipre, a la tradición antigua.
El resorte que ha hecho saltar la actual fragmentación ha sido la reaparición del "nacionalismo" (siglos XVIII-XIX), que ha llevado las varias Iglesias nacionales a considerar la autocefalía como madurez eclesiástica (así: Rusia (1448), Georgia (1811), Grecia (1833), Serbia (1879), Rumania (1885), Bulgaria (1872), Checoslovaquia (1951). Algunas como Rusia (1589), Serbia (1920), Rumania (1923), Bulgaria (1961), habrían de reconocer el propio rango patriarcal.

#### Estructuras de Koinonía entre las Iglesias: los Muchos

##### En la tradición oriental
En el 2.º milenio, oriente no se separa, a excepción del concilio de Moscú de 1917-1918, de la antigua concepción de la sinodalidad. Las celebraciones de sínodos/concilios, que continúa, a pesar de las pausas y los límites que veremos en las Iglesias Orientales del 2.º milenio, testimonia la conciencia de los obispos de pertenecer y representar una realidad fundada en la unicidad e identidad del sacramento y de la palabra, y por tanto también de la koinonía existente entre las Iglesias particulares.
- Progresiva absorción de los sínodos ordinarios bizantinos por el «endemousa» y luego por el sínodo permanente

La praxis sinodal provincial entró en crisis en el siglo V y no logró remontar más de modo satisfactorio. La razón parecería estar en la política de autocracia primacial, paralela a aquella del obispo de Roma, perseguida por el patriarca de Constantinopla. Dicha crisis comenzó de modo más explícito en la segunda fase de la crisis iconoclasta y continuó con más determinación después de 1054.
Al comienzo del siglo XIII, el originario sínodo endemousa se transformó en el que se llamó sínodo permanente. Ello ocurre seguidamente a la conquista de Constantinopla por parte de los Latinos. Entonces, muchos metropolitas abandonaron sus sedes para establecerse en la corte imperial refugiados en Nicea. En esta situación, emergieron los metropolitas-sinkellos que gozaban del derecho de representar a los otros metropolitas en el sínodo. Es así que, el sínodo que se reunía en torno al patriarca cesó de ser fluctuante en la composición de sus miembros y comenzó a trabajar en forma permanente. Cuando, con la conquista otomana, los metropolitas pudieron regresar a sus diócesis, en sus puestos encontraron formando parte del sínodo permanente miembros del alto clero y laicos de la curia civil del patriarca, los cuales fueron sustituidos en la segunda mitad del siglo XVIII por un número limitado de metropolitas (se pasó de 4 a 12) que legítimamente representaban a todo el episcopado. Cuando, en ocasión de acontecimientos extraordinarios, participaban en los trabajos otros metropolitas o patriarcas, el sínodo permanente se reconstituía ocasionalmente como sínodo endemousa, el último de los cuales fue celebrado en 1872.

##### En la tradición Occidental
- Desde la victoria gregoriana a la victoria sobre el conciliarismo

Según Yves Congar la idea de colegialidad episcopal está casi ausente en la Iglesia occidental desde el siglo XI hasta el XV, provocada dicha ausencia -según él- por:
- el desarrollo llevado a cabo por la institución de los cardenales y la ideología que de ello se deriva: los cardenales suceden a los Apóstoles en tanto que estos, reunidos efectivamente en torno a Cristo, lo asistían y formaban un colegio; los obispos son sucesores de ellos, en tanto que están dispersos en diversas provincias después de pentecostés.

- la idea de colegio que se impone en los siglos XII y XIII: en este tiempo de intensa actividad de la ciencia canónica se concebía un colegio como una comunidad dotada de órganos comunitarios propios y frecuentemente incluido el reunirse físico en un mismo lugar. Ello llevó al hecho que la idea de colegialidad fuera monopolizada por el colegio de los cardenales;

- el desarrollo de la ideología papal, y seguidamente la reforma gregoriana y gracias a la ciencia canónica y a los teólogos del siglo XII, en el sentido y según los dos términos a los cuales Inocencio III ha dado su pleno y sistemático desarrollo: plenitudo potestatis et vicarius Christi. La misma actividad conciliar, que se lleva a cabo en occidente con menor intensidad que en oriente, no era otra cosa que expresión del poder papal. Las reacciones a la monarquía papal no lograron imponerse. Esas fueron vencidas por la victoria del papado sobre el conciliarismo (Concilio de Florencia 1438-1439 y por el Lateranense del 1512-1517 y por la teología de Torquemada y de Cayetano);

- de la victoria sobre el conciliarismo al Concilio Vaticano II.

Comienza a retomar vigor la idea de colegialidad, a partir del:
- Galicanismo
- Concilio Vaticano I
- Concilio Vaticano II